# Юзеф Унєжиський
Юзеф Унєжиський (нар. 20 грудня 1863, Мілево, Польща — 29 грудня 1948, Краків, Польща) — польський художник, з 1891 року професор малювання в Школі красних мистецтв у Кракові, учень і зять Яна Матейка, чоловік його доньки Гелени.

## Біографія
Розпочав навчання мистецтву в Школі малювання Войцеха Ґерсона та Олександра Камінського у Варшаві. Завдяки стипендії Товариства заохочення образотворчого мистецтва, наданій у 1883 році, продовжив навчання в Мюнхені та в Італії в «Scuola libera» в Академії образотворчих мистецтв святого Луки у Римі. У 1884—1889 роках навчався серед інших у Школі красних мистецтв у Кракові у Яна Матейка.
У Школі образотворчих мистецтв у Кракові з 15 жовтня 1889 року обіймав посаду референта, потім з 14 квітня 1891 р. — асистента, а 1 грудня 1892 р. став учителем 9-го класу. 6 травня 1897 р. затверджений на посаді вчителя. У 1895/1896 — 1908/1909 навчальних роках керував школою рисунка. За власним бажанням 16 червня 1909 року вийшов у відставку. У період з 1 жовтня 1915 р. по 30 червня 1916 р. проводив вечірнє малювання у формі замовлення.

## Творчість

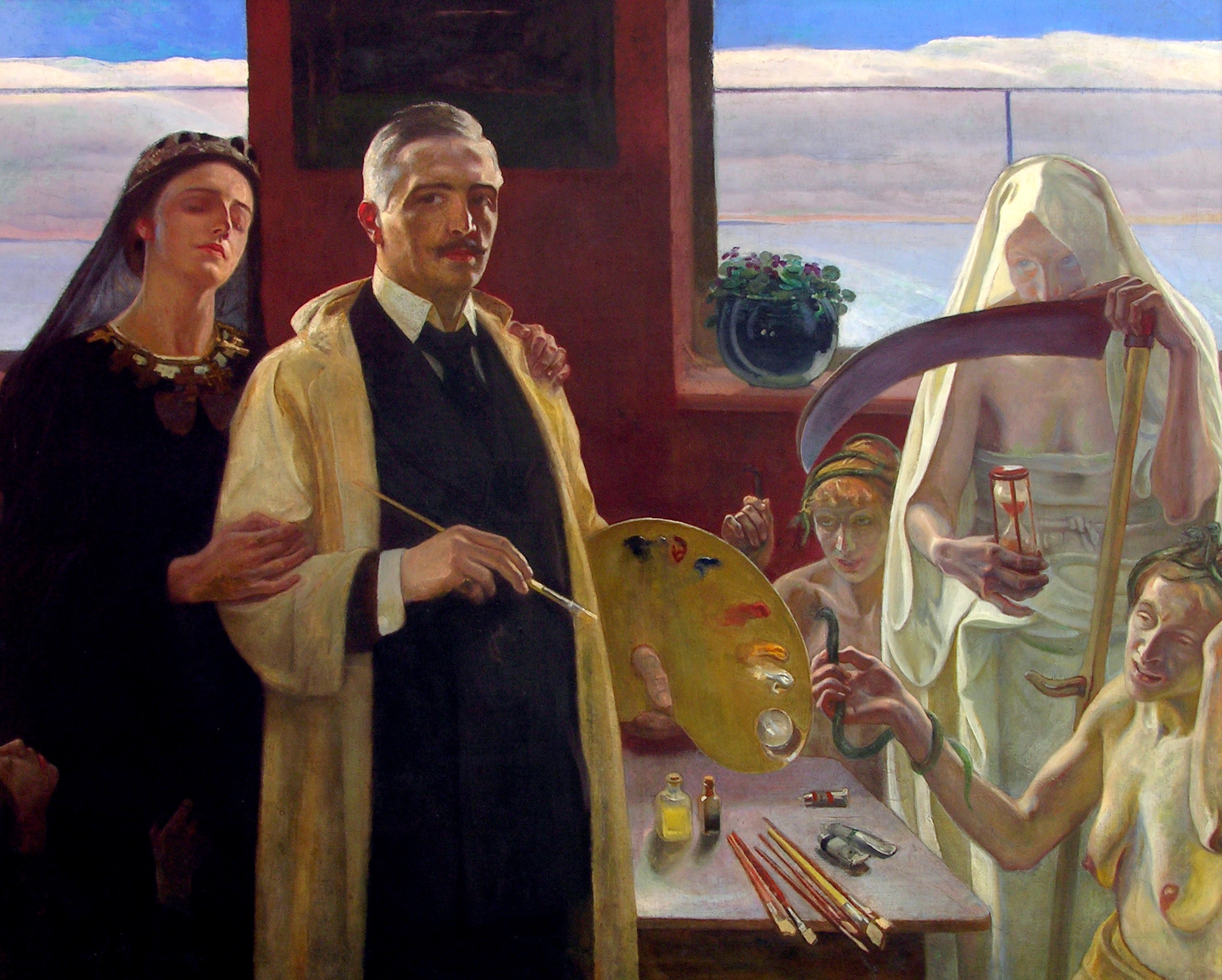
Автопортрет з гарпіями (1916; Мазовецький музей у Плоцьку)

Протягом усього творчого періоду Унєжиський був вірний академічному живопису та байдужий до модерністських течій у живописі. Писав картини релігійно-міфологічного змісту, портрети. Не чужі йому були й історична тематика, алегорично-символічні сюжети, народний портрет. У колекції Національного музею в Кракові є найвідоміша і найчастіше експонована картина Юзефа Унєжиського «Зняття з хреста» 1887 року.

### Музеї, які мають у своїх колекціях роботи Юзефа Унєжиського
- Національний музей у Варшаві
- Національний музей у Кракові
- Музей у Бельсько-Бялому
- Мазовецький музей у Плоцьку
- Історичний музей міста Кракова
- Музей мазовецької шляхти в Цеханові

### Культові споруди з картинами Унєжиського

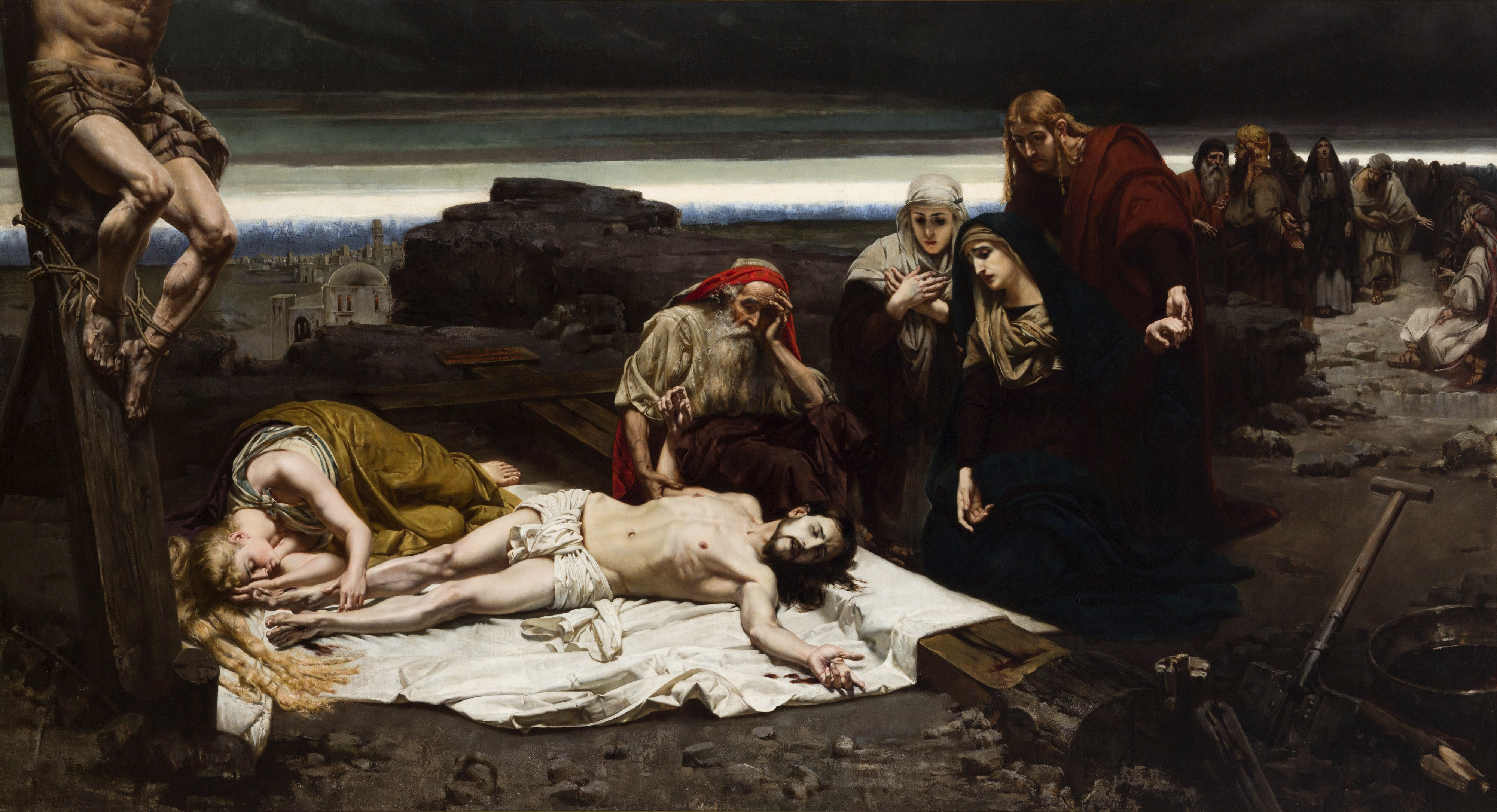
Зняття з хреста (1887; Національний музей у Кракові)

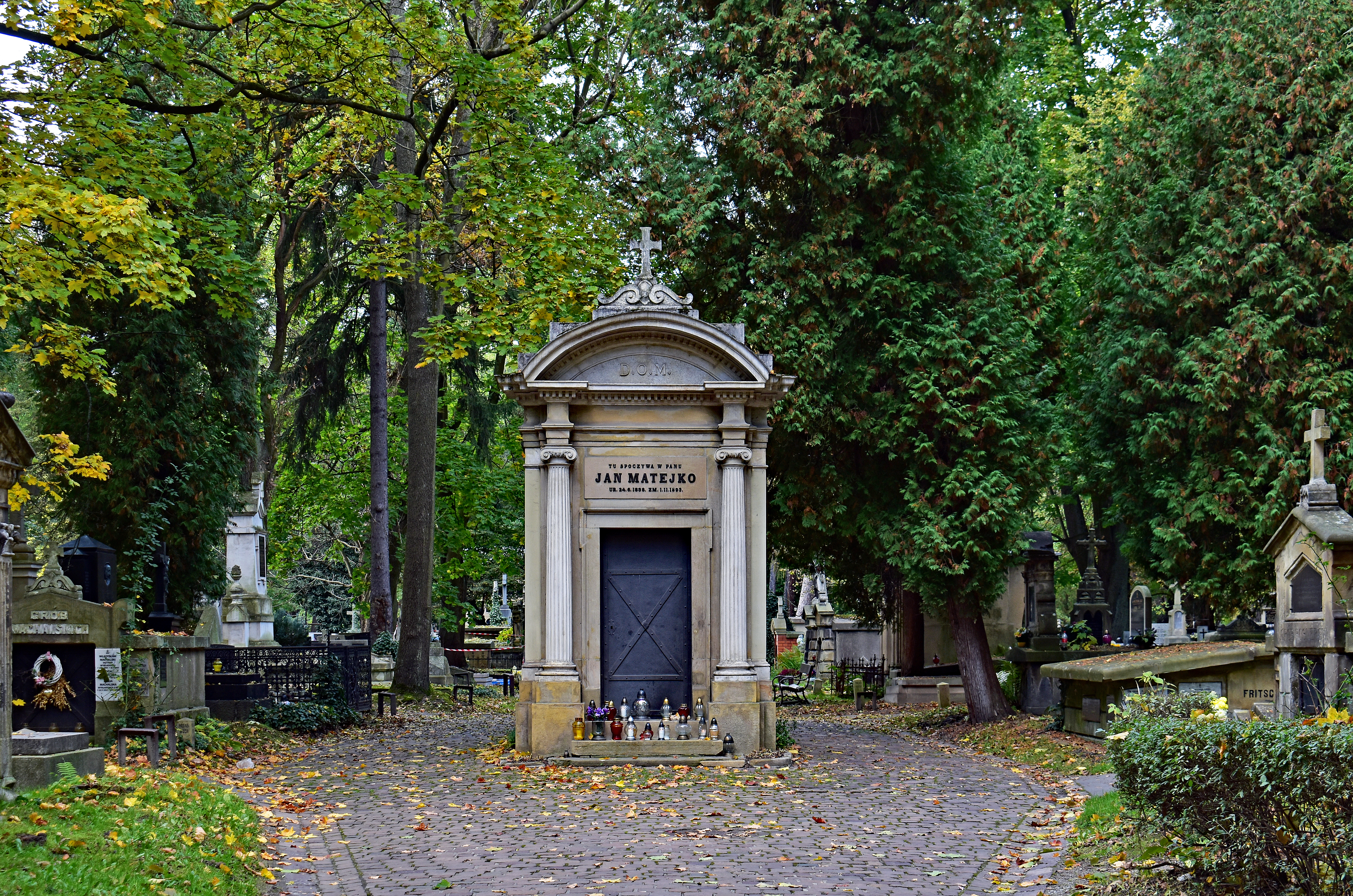
Могила Матейка на Раковицькому цвинтарі, де похований Юзеф Унєжиський

- Монастир при парафії Христа Царя — Краків — Перегожали
- Костел Непорочного Зачаття Пресвятої Діви Марії в Катовіце: У костелі діє Марійський цикл, створений у 1928–30 рр. на замовлення о. Еміля Шрамека. Він складається з шести великих картин по обидві сторони головної нави з назвами: «Благовіщення», «Втеча до Єгипту», «Богоматір Скорботна», «Regina Pacis», «Панна Може», «Вшанування Верхньої Сілезії»

- Церква св. Августина і св. Івана Хрестителя в Кракові — картина «Серце Ісуса»
- Парафіяльна церква св Миколая Єпископа в Любзіні — картина «Свята Тереза»